# Alleizettella
Alleizettella es un género con dos especies de plantas con flores perteneciente a la familia Rubiaceae. Es originario del sudeste de China al norte de Vietnam.

## Especies
- Alleizettella leucocarpa
- Alleizettella rubra